# Никитин, Василий Поликарпович
Василий Поликарпович Никитин (1790—1876) — тайный советник, председатель Санкт-Петербургской палаты гражданского суда

## Биография
Родился в 1790 году. 
Службу начал в Костроме, сначала в уездном суде, затем в уголовной палате; в 1808 году переехал в Санкт-Петербург, где до 1816 года занимал небольшую должность в Сенате.
В 1817 году был назначен советником Петербургского губернского правления, причём кроме обязанностей советника исполнял особые поручения высших властей. В основном, ему поручались ревизии различных учреждений; в Санкт-Петербургской управе благочиния он открыл крупные злоупотребления. Также ему поручалось и производство следствий в крупных уголовных делах. За отличие по службе 29 июня 1825 года он был назначен председателем Санкт-Петербургской палаты гражданского суда 1-го департамента; в следующем году он был произведён в статские советники. 
Служил он также и по выборам; так, начиная с 1827 года, в течение десяти трёхлетий избирался петербургским дворянством депутатом Санкт-Петербургского уезда. С 1830 года, когда вспыхнувшая холерная эпидемия породила беспорядки в Петербурге и некоторых уездах Петербургской губернии, ему неоднократно поручалось исправление должности Петербургского губернатора. В 1835 году он временно исполнял должность совестного судьи. Назначенный членом консультаций при Министерстве юстиции, он постоянно принимал участие в различных комиссиях министерства; своим возникновением ему был обязан Комитет для разбора и призрения нищих, в котором он оставался его членом по день смерти. С 1829 года состоял членом Общества попечения о тюрьмах и оказывал большое влияние на улучшение быта заключенных. Он содействовал также созданию в Петербурге Волковской богадельни.
В. П. Никитин обратил на себя внимание Сперанского, который в письме 2 июля 1831 года просил его «взглянуть внимательным опытным своим оком» на бумаги, касавшиеся составления Свода законов, и «дать словесно или письменно свои наставления и примечания». По Высочайшему повелению он принял участие в комитете для рассмотрения замечаний на Свод законов. 
Умер 28 августа (9 сентября) 1876 года. Похоронен на кладбище села Большого Кузьмина близ Царского Села.